# 达拉姆科特
达拉姆科特（Dharamkot），是印度旁遮普邦Moga县的一个城镇。总人口15399（2001年）。

## 人口
该地2001年总人口15399人，其中男性8162人，女性7237人；0—6岁人口1923人，其中男1079人，女844人；识字率62.36%，其中男性为65.03%，女性为59.35%。